# Guy Stroumsa
 (mai 2023).
Si vous disposez d'ouvrages ou d'articles de référence ou si vous connaissez des sites web de qualité traitant du thème abordé ici, merci de compléter l'article en donnant les références utiles à sa vérifiabilité et en les liant à la section « Notes et références ».
Gedaliahu Guy Stroumsa, né le 27 juillet 1948 à Paris, est un historien des religions israélien. Il est professeur émérite de religion comparée à l'Université hébraïque de Jérusalem et membre émérite du Lady Margaret Hall à l'université d'Oxford. Il est membre de l'Académie israélienne des sciences et lettres.

## Biographie
Stroumsa est né à Paris. Ses parents sont des rescapés de la Shoah ; son père, né à Salonique, a survécu à Auschwitz grâce à ses talents musicaux et sa mère, née à Athènes, à Bergen-Belsen. Stroumsa grandit à Paris. Il étudie au lycée Voltaire et à l'École normale israélite orientale, où il est fortement influencé par Emmanuel Levinas, qui lui enseigne la philosophie et le Talmud. Après de brèves études d'économie et de droit à l'Université de Paris, il s'installe en Israël. Il y étudie la philosophie et la pensée juive à l'Université hébraïque de Jérusalem. Après son service militaire (1969-1972), il étudie les sciences religieuses à l'Université Harvard et soutient une thèse de doctorat (1978) qui porte sur la mythologie gnostique.
Il revient ensuite à l'Université hébraïque de Jérusalem, où il devient titulaire de la chaire Martin Buber de religion comparée en 1991. Il a également fondé le Centre pour l'étude du christianisme, qu'il dirige entre 1999 et 2005. En 2009, il est nommé professeur d'étude des religions abrahamiques à l'Université d'Oxford et membre du Lady Margaret Hall. Il prend sa retraite en 2013.
Il est professeur invité dans de nombreuses universités européennes et américaines, en particulier au Corpus Christi College et au Trinity College de Cambridge, à la Scuola Normale Superiore (Pise) et à l'Istituto San Carlo (Modène) et au Collège de France (Paris).
Il est marié à Sarah Stroumsa, spécialiste de la philosophie et de la théologie médiévales islamiques et juives, qui est pendant quatre ans recteur de l'Université hébraïque de Jérusalem. Ils ont deux filles et cinq petits-enfants.

## Recherches
Les recherches de Guy Stroumsa portent sur la dynamique des rencontres entre traditions et institutions religieuses dans l'Empire romain et dans l'Antiquité tardive, en Méditerranée et au Moyen-Orient. Il a étudié la cristallisation des traditions abrahamiques dans l'Antiquité tardive, comme toile de fond de l'islam. Il considère la gnose, le manichéisme et le christianisme primitif comme un laboratoire unique pour comprendre les transformations religieuses dans l'Antiquité tardive. Dans sa thèse de doctorat, il étudiait le développement de la mythologie gnostique et a démontré ses racines dans le judaïsme et l'interprétation biblique. Dans ses études, il a cherché à franchir les frontières interdisciplinaires traditionnelles afin d'étudier les phénomènes religieux dans une perspective comparative. Cette approche lui a permis de comprendre les mécanismes de la révolution religieuse de l'Antiquité tardive, période qui a vu l'abandon d'un certain nombre d'aspects communs de la religion antique (comme le sacrifice du sang) et le développement de nouveaux systèmes, qui sont à la base de judaïsme, christianisme et islam.
Stroumsa travaille également sur l'histoire de l'érudition sur la religion, du début des Temps modernes au XXe siècle.

## Honneurs et distinctions
- Médailles du Collège de France (2004, 2009)
- Docteur honoris causa de l'Université de Zurich (2005).
- Prix Humboldt (2008).
- Médaille d'or de la Ville de Toulouse (2011)
- Prix Léopold Lucas, avec Sarah Stroumsa (2018).
- Membre de l'Académie israélienne des sciences et lettres depuis 2018.
- Prix Rothschild (2020)

### Décorations
- Chevalier de l'ordre national du Mérite.

## Publications
- Guy G. Stroumsa, Another Seed: Studies in Gnostic Mythology (Nag Hammadi Studies, vol. 24, Leiden, Brill, 1984 (ISBN 9789004074194, OCLC 12662703)
- Guy G. Stroumsa, Savoir et salut: traditions juives et tentations dualistes dans le christianisme ancien, Paris, Le Cerf, 1992
- Guy G. Stroumsa, Hidden Wisdom: Esoteric Traditions and the Roots of Christian Mysticism, vol. 70, Leiden, Brill, coll. « Studies in the History of Religions », 1996 (ISBN 9789004105041, OCLC 782245274) [revised and augmented paperback edition, 2005]  Guy G. Stroumsa, Barbarian Philosophy: The Religious Revolution of Early Christianity, vol. 112, Tübingen, Mohr Siebeck, coll. « Wissenschaftliche Untersuchungen zum Neuen Testament », 1999 (ISBN 9783161471056)
- Guy G. Stroumsa et Jacques Le Brun, Les juifs présentés aux chrétiens: textes de Léon de Modène et de Richard Simon, introduits et commentés, Paris, Belles Lettres, 1998
- (it) Guy G. Stroumsa, La formazione dell'identita cristiana, Brescia, Morcelliana, 1999
- (de) Guy G. Stroumsa, Kanon und Kultur: Zwei Studien zur Hermeneutik des antiken Christentums, Berlin & New York, de Gruyter, 1999)
- Guy G. Stroumsa, La fin du sacrifice : Mutations religieuses de l'antiquité tardive, Paris, Odile Jacob, coll. « Collège de France », 2005 (ISBN 9782738116345, OCLC 936692185) = (it) La fine del sacrificio: Le mutazioni religiose della tarda antichita, vol. 338, Turin, Einaudi, coll. « Piccola biblioteca Einaudi. N.S. », 2006 (ISBN 9788806183301, OCLC 493729728) = The End of Sacrifice: Religious Transformations of Late Antiquity, Chicago, Chicago University Press, 2009 (ISBN 9780226777382, OCLC 488441585)
- Guy G. Stroumsa, Le rire du Christ et autres essais sur le christianisme antique, Paris, Bayard, 2006
- Guy G. Stroumsa, A New Science: The Discovery of Religion in the Age of Reason, Cambridge, MA, Harvard University Press, 2010 (ISBN 9780674048607, OCLC 456169998)
- Guy G. Stroumsa, The Making of the Abrahamic Religions in Late Antiquity, Oxford, Oxford University Press, coll. « Oxford Studies in the Abrahamic Religions », 2015 (ISBN 9780198738862, OCLC 918104079)
- Guy G. Stroumsa, The Scriptural Universe of Ancient Christianity, Cambridge, MA, Harvard University Press, 2016 (ISBN 9780674545137, OCLC 946907364)
- Guy G. Stroumsa, Religions d'Abraham: histoires croisees, Geneva, Labor et Fides, 2017
- avec Sarah Stroumsa, Eine dreifältige Schnur: über Judentum, Christentum und Islam in Geschichte und Wissenschaft (Tübingen: Mohr Siebeck, 2020).
- The Idea of Semitic Monotheism: The Rise and Fall of a Scholarly Myth (Oxford: Oxford University Press, 2021)